# Мюллер, Йонас (швейцарский хоккеист)
Йо́нас Мю́ллер (нем. Jonas Müller; 17 апреля 1984, Гларус, Швейцария) — швейцарский профессиональный хоккеист, вратарь.

## Биография
Родился в Гларусе в 1984 году. Выступал за молодёжную команду города, с 2000 по 2003 год играл за молодёжную команду клуба «Давос». В 2001 году стал чемпионом Швейцарии среди юниоров. В сезоне 2003/04 дебютировал за основную команду.
Выступал в чемпионате Швейцарии с 2003 по 2015 год. Защищал ворота команд «Давос», «Берн», «Амбри-Пиотта», «Рапперсвиль-Йона Лейкерс» и «Клотен Флайерз». Выступал также во второй лиге, в 2011 году в составе клуба «Фисп» стал победителем турнира. В 2015 году сыграл 1 матч во второй лиге за «Лангнау», стал победителем второй лиги Швейцарии во второй раз. После сезона 2014/15 завершил карьеру игрока.